# Robert I van Schotland
Robert I (Carrick (Turnberry, Schotland), 11 juli 1274 – Cardross (Lennox), 7 juni 1329) was koning van Schotland van 25 maart 1306 tot zijn dood in 1329. Hij staat algemeen bekend als Robert the Bruce.

## Robert en John Balliol
Via zijn vader had Robert familiebanden met het vorige Schotse vorstenhuis. Roberts grootvader was troonpretendent tijdens het dispuut (1290-1292) over de Schotse troon. De koning van Engeland Eduard I arbitreerde in deze kwestie en besliste in het voordeel van John Balliol die daarmee, tegen de wil van Robert en zijn aanhang, koning van Schotland zou worden. Toen Eduard steun vroeg van Balliol in zijn strijd tegen de Fransen, wisselde Balliol van kamp waarop Eduard, met de steun van Robert, Schotland binnenviel en Balliol in 1296 moest aftreden.

## Robert en de Engelsen
Later steunde Robert de rebellie van William Wallace die door de Engelsen werd neergeslagen, maar zijn land werd niet geconfisqueerd. Hij werd benoemd tot guardian of Schotland (beschermer van Schotland). In zijn strijd om de Schotse troon vermoordde hij zijn rivaal John III Comyn in een kerk te Dumfries. Daarop excommuniceerde Paus Clemens V in 1306 Robert en de Engelse koning Eduard I verklaarde hem vogelvrij. Robert was niet onder de indruk en kroonde zichzelf op 25 maart datzelfde jaar tot koning. De excommunicatie maakte dat hij de pauselijke bevelen niet opvolgde inzake de Tempeliers. Deze kenden in Schotland een veilige haven.

## Oorlog
In 1307 werd Robert afgezet door een Engels leger en op de vlucht gedreven. Zijn echtgenote en dochters werden gevangengezet en drie van zijn broers omgebracht. Robert bracht de winter door op het eiland Rathlin voor de Noord-Ierse kust. Hij keerde terug en slaagde erin militaire successen te behalen door onverwachts toe te slaan met kleine eenheden. Toen Stirling Castle, een Engelse voorpost in Schotland, bedreigd werd kon Eduard II, die intussen zijn vader was opgevolgd, niets anders dan de volledige kracht van het Engelse leger inzetten.
Robert voerde het Schotse leger aan en versloeg in de Slag bij Bannockburn in 1314 het veel grotere Engelse leger. Hij redde hiermee Schotlands onafhankelijkheid.
Robert viel hierop Engeland en Ierland binnen. In Ierland kon hij zijn broer Edward Bruce tot koning kronen in 1316.
Deze onafhankelijkheid werd definitief vastgelegd in de Declaration of Arbroath in 1320, die in de vorm van een brief naar de paus was opgesteld. Paus Johannes XXII liet er zelfs de excommunicatie voor vallen. Uiteindelijk erkende Edward III van Engeland de Schotse onafhankelijkheid in het Verdrag van Edinburgh-Northampton in 1328.

## Begraven
Het was zijn wens dat zijn hart in het Heilige Land zou worden begraven maar het geraakte niet verder dan Spanje. Men begroef het hart in Melrose Abbey te Melrose (Scottish Borders), terwijl de rest van zijn lichaam begraven ligt in de benedictijnse Dunfermline Abbey te Dunfermline (Fife).

## Huwelijken en kinderen
Robert huwde rond 1295 met Isabella van Mar. Ze kregen minstens een dochter:
- Marjorie Bruce (1296-1316), huwde Walter Stewart. Zij kregen de latere koning (Robert II van Schotland).

In 1302 trouwde Robert met Elizabeth de Burgh. Ze kregen de volgende kinderen:
- Margeretha (13??-1347), huwde in 1345 met William de Moravia, graaf van Sutherland.
- Matilda of Maud (13??-1353), huwde Thomas Isaac
- David (1324-1371), opvolger
- John (1324-1327), tweelingbroer van David

Robert had ook nog vele bastaardkinderen:
- Robert Bruce
- Walter van Odistoun
- Margaretha Bruce
- Elizabeth Bruce
- Christina van Carrick
- Neil van Carrick

## Voorouders
| Voorouders van Robert I van Schotland | Voorouders van Robert I van Schotland                                                              | Voorouders van Robert I van Schotland                                                              | Voorouders van Robert I van Schotland                                                 | Voorouders van Robert I van Schotland                                                 | Voorouders van Robert I van Schotland                                                 | Voorouders van Robert I van Schotland                                                 | Voorouders van Robert I van Schotland                                                 | Voorouders van Robert I van Schotland                                                 |
| ------------------------------------- | -------------------------------------------------------------------------------------------------- | -------------------------------------------------------------------------------------------------- | ------------------------------------------------------------------------------------- | ------------------------------------------------------------------------------------- | ------------------------------------------------------------------------------------- | ------------------------------------------------------------------------------------- | ------------------------------------------------------------------------------------- | ------------------------------------------------------------------------------------- |
| Overgrootouders                       | Robert de Brus (4e heer van Annandale) (-1226-33) ∞ Isobel van Schotland, graaf van Huntingdon (-) | Robert de Brus (4e heer van Annandale) (-1226-33) ∞ Isobel van Schotland, graaf van Huntingdon (-) | Gilbert de Clare, 5th heer van Gloucester (1180-1230) ∞ Isabel Marshal (1200-1240)    | Gilbert de Clare, 5th heer van Gloucester (1180-1230) ∞ Isabel Marshal (1200-1240)    | ? (-) ∞ ? (-)                                                                         | ? (-) ∞ ? (-)                                                                         | ? (-) ∞ ? (-)                                                                         | ? (-) ∞ ? (-)                                                                         |
| Grootouders                           | Robert de Brus (5e heer van Annandale) (1215-1295) ∞ Isobel de Clare (1226-1264)                   | Robert de Brus (5e heer van Annandale) (1215-1295) ∞ Isobel de Clare (1226-1264)                   | Robert de Brus (5e heer van Annandale) (1215-1295) ∞ Isobel de Clare (1226-1264)      | Robert de Brus (5e heer van Annandale) (1215-1295) ∞ Isobel de Clare (1226-1264)      | Niall, heer van Carrick ∞ Margaret Stewart (-)                                        | Niall, heer van Carrick ∞ Margaret Stewart (-)                                        | Niall, heer van Carrick ∞ Margaret Stewart (-)                                        | Niall, heer van Carrick ∞ Margaret Stewart (-)                                        |
| Ouders                                | Robert de Brus (6e heer van Annandale) (1234-1304) ∞ Marjorie van Carrick (1253-1292)              | Robert de Brus (6e heer van Annandale) (1234-1304) ∞ Marjorie van Carrick (1253-1292)              | Robert de Brus (6e heer van Annandale) (1234-1304) ∞ Marjorie van Carrick (1253-1292) | Robert de Brus (6e heer van Annandale) (1234-1304) ∞ Marjorie van Carrick (1253-1292) | Robert de Brus (6e heer van Annandale) (1234-1304) ∞ Marjorie van Carrick (1253-1292) | Robert de Brus (6e heer van Annandale) (1234-1304) ∞ Marjorie van Carrick (1253-1292) | Robert de Brus (6e heer van Annandale) (1234-1304) ∞ Marjorie van Carrick (1253-1292) | Robert de Brus (6e heer van Annandale) (1234-1304) ∞ Marjorie van Carrick (1253-1292) |
| Robert I van Schotland (1274-1329)    | | |                                                                                       |                                                                                       |                                                                                       |                                                                                       |                                                                                       |                                                                                       |

## Fictie
In 2018 werd het verhaal van Robert I van Schotland verfilmd in Outlaw King (2018). De rol van Robert wordt hierin vertolkt door Chris Pine.
In 2019 werd het verhaal van Robert I van Schotland nogmaals verfilmd door Richard Gray in de film Robert the Bruce. De rol van Robert wordt vertolkt door Angus Macfadyen
- Bibliothèque nationale de France: cb12140421h (data)
- Gemeinsame Normdatei: 118789090
- International Standard Name Identifier: 0000 0000 8122 5754
- Library of Congress Control Number: n50057306
- Nationale Bibliotheek van Tsjechië: pna20211101559
- Nationale Bibliotheek van Israël: 987007267275005171
- Nederlandse Thesaurus van Auteursnamen: 071090940
- LIBRIS: 209818
- SNAC: w6319t7k
- Système universitaire de documentation: 083067086
- Trove: 1527656
- Virtual International Authority File: 44334268
- WorldCat: E39PBJgmQPQHhJ9pHDGJt8Kcfq